# もう森へなんか行かない
『もう森へなんか行かない』（フランス語: Ma jeunesse fout le camp…）は、フランス内外で発売されたフランソワーズ・アルディの7枚目のアルバム。オリジナル版は1967年11月にフランスで発売された。

## アスパラガス
1967年11月、5年前にディスク・ヴォーグおよびエディション・アルファと結んだ契約が満了した。歌手の独立を望んでいたアートディレクター（ジャック・ウォルフソン）が主導して、アルディに自分の制作会社を作るように薦めた。
アルディによって「アスパラガス」と名付けられた会社にはジャック・ウォルフソンとディスク・ヴォーグのCEOレオン・カバの2人がパートナーとして参加した。一方、レコード会社（ディスク・ヴォーグ）は歌手が必要とするレコードの製造と流通を担当した。
この取り決めによってアルディは（代理人のリオネル・ロックの協力のもとに）自分の作品をコントロールし、収入を管理することが可能となった。とは言うものの、アルディはパートナーを通じてヴォーグの支配下に置かれたままであり、それが軋轢を生んでいた。

## オリジナルバージョン
フランス、1967年11月：マイクログルーヴ33回転盤/30cm、Ma jeunesse fout le camp…、プロダクション・アスパラガス/ディスク・ヴォーグ/ヴォーグ国際産業 (CLD 720)、ステレオ/モノラル。
見開きジャケット
写真撮影 ジャン＝マリー・ペリエ（雑誌Salut les copains所属）
 フランス、1967年11月：カセットテープ、Ma jeunesse fout le camp…、プロダクション・アスパラガス/ディスク・ヴォーグ/ヴォーグ国際産業 (B. VOC.38)、ステレオ/モノラル

### 収録曲
収録された12曲はステレオ音声で録音された。
編曲はチャールズ・ブラックウェル、ジョン・ポール・ジョーンズ、ジャック・デュトロンおよびジャック・ダンジャンが担当した。

ヴォーグがプロデュースした「そんなこと誰が」（A6）および「ヴォアラ」（B5）以外はアスパラガスがプロデュースした。
| #  | タイトル                                                       | 作詞                         | 作曲                     | 編曲                       | 時間 |
| -- | -------------------------------------------------------------- | ---------------------------- | ------------------------ | -------------------------- | ---- |
| 1. | 「もう森へなんか行かない - Ma jeunesse fout le camp」          | ギイ・ボンタンペリ           | ギイ・ボンタンペリ       | チャールズ・ブラックウェル | 3:05 |
| 2. | 「ここに来て - Viens là」                                      | フランソワーズ・アルディ     | フランソワーズ・アルディ | チャールズ・ブラックウェル | 2:25 |
| 3. | 「さよならモナムール - Mon amour adieu」(Baby Goodbye)         | フランソワーズ・アルディ     | ティナ・ハセル           | チャールズ・ブラックウェル | 2:20 |
| 4. | 「夏の終わり - La Fin de l’été」(À la fin de l’été… [Tu sais]) | ジャン＝マック・リヴィエール | ジェラール・ブルジョワ   | チャールズ・ブラックウェル | 2:35 |
| 5. | 「愛しているのに - En vous aimant bien」                       | フランソワーズ・アルディ     | フランソワーズ・アルディ | ジョン・ポール・ジョーンズ | 2:15 |
| 6. | 「そんなこと誰が - Qui peut dire ?」                           | フランソワーズ・アルディ     | フランソワーズ・アルディ | ジャック・デュトロン       | 2:05 |

| #  | タイトル                                                | 作詞                     | 作曲                     | 編曲                       | 時間 |
| -- | ------------------------------------------------------- | ------------------------ | ------------------------ | -------------------------- | ---- |
| 1. | 「水の中の環 - Des ronds dans l'eau」                   | ピエール・バルー         | レイモン・ル・セネシャル | チャールズ・ブラックウェル | 2:25 |
| 2. | 「しあわせな愛はない - Il n’y a pas d’amour heureux」   | ルイ・アラゴンの詩       | ジョルジュ・ブラッサンス | チャールズ・ブラックウェル | 2:20 |
| 3. | 「ずっと遠くに - Il est trop loin」(Elle est trop loin) | ダニエル・オーティス     | ダニエル・ジェラール     | チャールズ・ブラックウェル | 3:40 |
| 4. | 「そんな夜もあるわ - Mais il y a des soirs」            | フランソワーズ・アルディ | フランソワーズ・アルディ | ジョン・ポール・ジョーンズ | 2:10 |
| 5. | 「ヴォアラ - Voilà」                                    | フランソワーズ・アルディ | フランソワーズ・アルディ | ジャック・ダンジャン       | 3:20 |
| 6. | 「素敵だったわ - C’était charmant」                     | フランソワーズ・アルディ | フランソワーズ・アルディ |                            | 1:55 |

## アルバム関連のディスコグラフィ
各種記録媒体を表すための略語と用語：
EP (Extended Playing) = 4曲入り45回転レコード
LP (Long Playing) = アルバムの33回転レコード
CD (Compact Disc) = アルバムのコンパクトディスク

### 初期のフランス盤の楽曲
注記：1960年代には、フランスの音楽産業は最初に45回転EPを販売することに焦点をあてていた。フランソワーズ・アルディの新曲もこの形式で発売された。
- 1967年6月：EP、プロダクション・アスパラガス（2、4）/ディスク・ヴォーグ/ヴォーグ国際産業（フランス語版）（EPL 8566）[10]

1. 「ヴォアラ」Voilà（アルディ）
2. Au fond du rêve doré（アルディ）
3. 「そんなこと誰が」Qui peut dire ?（アルディ）
4. Les Petits Garçons（アルディ）

- 1967年9月：EP、プロダクション・アスパラガス/ディスク・ヴォーグ/ヴォーグ国際産業（EPL 8595）

1. 「水の中の環」Des ronds dans l'eau（ピエール・バルー/レイモン・ル・セネシャル）クロード・ルルーシュ監督作品『パリのめぐり逢い』向け楽曲
2. 「愛しているのに」En vous aimant bien（アルディ）
3. 「ここに来て」Viens là（アルディ）
4. 「さよならモナムール」Mon amour adieu (Baby Good Bye)（作詞作曲ティナ・ハセルの曲をアルディがフランス語訳）

- 1967年11月：EP、プロダクション・アスパラガス/ディスク・ヴォーグ/ヴォーグ国際産業（EPL 8613）

1. 「もう森へなんか行かない」Ma jeunesse fout l'camp（ギイ・ボンタンペリ（フランス語版））
2. 「そんな夜もあるわ」Mais il y a des soirs（アルディ）
3. 「しあわせな愛はない（フランス語版）」Il n’y a pas d’amour heureux（ルイ・アラゴンの詩 / ジョルジュ・ブラッサンス）
4. 「素敵だったわ」C’était charmant（アルディ）

### 国外での初期バージョン
- 南アフリカ共和国、1968年：LP、Ma jeunesse fout le camp…、ワールド・レコード（ORL 6016）
- オーストラリア、1968年：LP、Ma jeunesse fout le camp…、フォノ・ヴォックス（LPV 005）
- カナダ、1968年：LP、Ma jeunesse fout le camp…、ディスク・ヴォーグ/ヴォーグ国際産業（VC 6020）
- イギリス、1968年：LP、Il n’y a pas d’amour heureux、ユナイテッド・アーティスツ（ULP 1191）[11]
- アメリカ合衆国、1969年：LP、Mon amour adieu、リプリーズ・レコード（RS 6345）[12]

### フランスでの再発盤
- 1967年：LP（簡易ジャケット）、Ma jeunesse fout le camp...、クンダリーニ/ヴォーグ（CLD 720）

- 1995年：CD（デジパック）、Ma jeunesse fout le camp...、クンダリーニ/ヴォーグ/ヴァージン（7243 8 40501 2 2）[13]

- 1995年：CD（ジュエルケース）、Ma jeunesse fout le camp...、クンダリーニ/ヴォーグ/ヴァージン（7243 8 40637 2 6）

- 2000年：CD（デジパック）、Ma jeunesse fout le camp...、クンダリーニ/ヴォーグ/ヴァージン（7243 8 40501 2 2）[14]

- 2014年：CD（紙ジャケット）、Ma jeunesse fout le camp...、パーロフォン/ワーナー・ミュージック・フランス（5 05419 219451）[15]

- 2014年：CD（ジュエルケース）、Ma jeunesse fout le camp…、クンダリーニ/ヴォーグ/パーロフォン（7243 8 406372 6）.

- 2016年12月2日：LP 180gヴァイナル（簡易ジャケット）、Ma jeunesse fout le camp…、パーロフォン/ワーナー・ミュージック・フランス（0190295 993535）.

### 国外での再発盤
- 日本、2003年：CD（ジュエルケース）、『もう森へなんか行かない』、ヴァージン（TOCP 67222）

- 日本、2016年12月：CD（ジュエルケース）、『もう森へなんか行かない』、パーロフォン/ワーナーミュージック（WPCR-17553）

- 欧州連合、2016年12月：LP 180gヴァイナル（簡易ジャケット）、Ma jeunesse fout le camp…、パーロフォン/ワーナー・ミュージック・フランス（0190295 993535）

### フランソワーズ・アルディのために外国語に翻訳された曲
「素敵だったわ」C'était charmant
- オーストラリア、1966年：Tell them you're mine（ミラー、アルディの曲の歌詞を翻訳）、SP、ディスク・ヴォーグ/フォノ・ヴォックス（SPV-4012）

「ヴォアラ」Voilà
- イタリア、1967年：Gli altri（エルベルト・パガーニ（イタリア語版）、アルディの曲の歌詞を翻訳）SP、ディスク・ヴォーグ/ヴォーグ国際産業（J 35137）

「夏の終わり」La Fin de l'été
- イタリア、1968年：Io conosco la vita（アルベルト・テスタ（イタリア語版）、 ジャン＝マック・リヴィエール（フランス語版）/ジェラール・ブルジョワ（フランス語版）の曲の歌詞を翻訳）SP、プロダクション・アスパラガス/Compagnia Generale del Disco (N 9697)

### フランソワーズ・アルディ曲のカバー
Au fond du rêve doré
- アメリカ合衆国、2005年9月：ナダ・サーフ、CD、『ザ・ウェイト・イズ・ア・ギフト（英語版）』、シティ・スラング（Slang 1034232）

- フランス、2016年6月10日：エールとフランソワーズ・アルディ、2枚組CD（コンピレーション）、Twentyears、パーロフォン（…）[16]

Mais il y a des soirs
- ケベック州、1969年：ジネット・リノ（英語版）、LP、Ginette Reno à la Comédie canadienne '69、グランプリ（GPS.3304）

### サンプリング
「ヴォアラ」Voilà
- イギリス、2009年11月、ロビー・ウィリアムズ：CD、『ヴィデオ・スターの悲劇, ヴァージン・レコード/EMI（B002L16Q3G）
  - 楽曲「ユー・ノウ・ミー」でフランソワーズ・アルディの曲のサンプリング・ループが使用された

- ケベック州、2011年9月、ダーティー・ビーチズ（英語版）：CD、Badlands、Zoo Music
  - 楽曲 Lord Knows Best でフランソワーズ・アルディの曲のサンプリング・ループが使用された

### 映画で使用された曲
「水の中の環」Des ronds dans l'eau
- イタリア、2003年：『リメンバー・ミー（イタリア語版）』、ガブリエレ・ムッチーノ監督の映画 – CD、サウンドトラック、BMG/RCA（28765 77062）.

「もう森へなんか行かない」Ma jeunesse fout le camp…
- フランス、2011年：La Mauvaise Rencontre、フィリップ・グランベールの小説を原作としたジョゼ・ダヤン（フランス語版）が監督したテレビ映画、フランス2で放映

### 独自に歌詞を付けた曲
「もう森へなんか行かない」Ma jeunesse fout le camp…
- 日本、1994年：裕木奈江(歌・日本語詞)、萩田光男(編曲)、アルバム『素描(デッサン)』収録。